# Diócesis de Mayagüez
La diócesis de Mayagüez (en latín: Dioecesis Maiaguezensis) es una circunscripción eclesiástica de la Iglesia católica en Puerto Rico. Se trata de una diócesis latina, sufragánea de la arquidiócesis de San Juan. Desde el 9 de mayo de 2020 su obispo es Ángel Luis Ríos Matos.

## Territorio y organización
La diócesis tiene 1617 km² y extiende su jurisdicción sobre los fieles católicos de rito latino residentes en 14 municipios: Añasco, Cabo Rojo, Hormigueros, Lajas, Las Marías, Maricao, Mayagüez, Sabana Grande, San Germán, Aguada, Aguadilla, Moca, Rincón y San Sebastián.
La sede de la diócesis se encuentra en la ciudad de Mayagüez, en donde se halla la Catedral de Nuestra Señora de la Candelaria.
En 2021 en la diócesis existían 31 parroquias agrupadas en 3 decanatos:
- Decanato de Aguadilla, comprende los municipios de: Aguada, Aguadilla, Moca, Rincón y San Sebastián;
- Decanato de Mayagüez, comprende los municipios de: Añasco, Las Marías y Mayagüez;
- Decanato de San Germán, comprende los municipios de: Cabo Rojo, Maricao, Hormigueros, Lajas, Sabana Grande y San Germán.

## Historia
La diócesis fue erigida el 1 de marzo de 1976 con la bula Qui arcano Dei del papa Pablo VI, derivando el territorio de las diócesis de Arecibo y Ponce.
El 19 de junio de 1980, con la carta apostólica Constat Christifideles, el papa Juan Pablo II confirmó a la Santísima Virgen María, venerada con el título de Nuestra Señora de Monserrat, como patrona principal de la diócesis.

## Estadísticas
Según el Anuario Pontificio 2022 la diócesis tenía a fines de 2021 un total de 387 730 fieles bautizados.
| Año                                                                             | Población            | Población | Población      | Sacerdotes | Sacerdotes    | Sacerdotes    | Bautizados por sacerdote | Diáconos permanentes | Religiosos | Religiosos | Parroquias |
| Año                                                                             | Bautizados católicos | Total     | % de católicos | Total      | Clero secular | Clero regular | Bautizados por sacerdote | Diáconos permanentes | Varones    | Mujeres    | Parroquias |
| ------------------------------------------------------------------------------- | -------------------- | --------- | -------------- | ---------- | ------------- | ------------- | ------------------------ | -------------------- | ---------- | ---------- | ---------- |
| 1976                                                                            | 352 356              | ?         | ?              | 56         | 21            | 35            | 6292                     |                      | 4          | 105        | 25         |
| 1980                                                                            | 374 000              | 469 000   | 79.7           | 66         | 21            | 45            | 5666                     |                      | 54         | 115        | 25         |
| 1990                                                                            | 426 000              | 519 000   | 82.1           | 74         | 40            | 34            | 5756                     | 2                    | 39         | 149        | 29         |
| 1999                                                                            | 360 000              | 491 518   | 73.2           | 77         | 47            | 30            | 4675                     | 3                    | 32         | 143        | 58         |
| 2000                                                                            | 360 000              | 491 518   | 73.2           | 71         | 41            | 30            | 5070                     | 3                    | 32         | 135        | 58         |
| 2001                                                                            | 360 000              | 491 518   | 73.2           | 70         | 40            | 30            | 5142                     | 3                    | 32         | 134        | 58         |
| 2002                                                                            | 360 000              | 491 518   | 73.2           | 68         | 38            | 30            | 5294                     | 4                    | 32         | 133        | 58         |
| 2003                                                                            | 376 000              | 491 518   | 76.5           | 67         | 37            | 30            | 5611                     | 4                    | 32         | 133        | 29         |
| 2004                                                                            | 376 000              | 491 518   | 76.5           | 70         | 40            | 30            | 5371                     | 4                    | 32         | 114        | 29         |
| 2013                                                                            | 421 700              | 524 000   | 80.5           | 73         | 50            | 23            | 5776                     | 22                   | 26         | 116        | 30         |
| 2016                                                                            | 417 000              | 518 000   | 80.5           | 78         | 49            | 29            | 5346                     | 24                   | 32         | 95         | 31         |
| 2019                                                                            | 383 000              | 479 000   | 80.0           | 56         | 44            | 12            | 6839                     | 58                   | 13         | 99         | 31         |
| 2021                                                                            | 387 730              | 484 660   | 80.0           | 63         | 50            | 13            | 6154                     | 65                   | 13         | 95         | 31         |
| Fuente: Catholic-Hierarchy, que a su vez toma los datos del Anuario Pontificio. |                      |           |                |            |               |               |                          |                      |            |            |            |

## Episcopologio
- Ulises Aurelio Casiano Vargas † (4 de marzo de 1976-6 de julio de 2011 retirado)
- Álvaro Corrada del Río, S.I. (6 de julio de 2011-9 de mayo de 2020 retirado)
- Ángel Luis Ríos Matos, desde el 9 de mayo de 2020